# Ampulex hospes
Ampulex hospes là một loài côn trùng cánh màng trong họ Ampulicidae, thuộc chi Ampulex. Loài này được F. Smith miêu tả khoa học đầu tiên năm 1856.

## Phân loài
- Ampulex hospes hospes, F. Smith, 1856[2]
- Ampulex hospes cognata, Kohl, 1893[3]